# جوبیلوس
جوبیلوس (جمع آن به صورت جوبیلی) اصطلاحی است برای اشاره به مِلیسمای بلند قرار گرفته در سیلاب پایانی آواز آلِلویا (یکی از بخش‌های مَس پراپِر)، همانگونه که در آواز گریگوری خوانده می‌شده‌است. ساختار آلِلویا به گونه ای است که ابتدا کانتور واژه "آلِلویا" را بدون جوبیلوس، و پس از آن گروه کر واژه را با مِلیسمای اضافه شده می خواند. به‌طور سنتی در پایان آواز نیز تکرار می‌شود، اگر چه اغلب در قرون وسطی و هنوز هم چنانچه آلِلویا با یک سکانس دنبال گردد، حذف می‌شود. 